# Doppelsöldner
Los doppelsöldner eran un cuerpo de infantería (lansquenetes) que aparecieron en el Sacro Imperio Romano Germánico en el siglo XVI. Eran adiestrados para luchar en primera línea de combate, afrontando un riesgo doble por el que recibían, a cambio, doble paga. Se piensa que el promedio aproximado era que uno de cada cuatro lansquenetes era doppelsöldner. De ellos, sólo una pequeña parte era equipada con armas de fuego. 
La gran mayoría de los doppelsöldner eran adiestrados en el uso de la Zweihänder (un tipo de mandoble), sobre todo para romper las formaciones de piqueros, especialmente los piqueros suizos. Las enormes espadas podían romper las puntas de las picas o desviarlas a un lado para poder así golpear directamente al piquero.
Las vestimentas de los doppelsöldner eran extravagantes y llamativas como muchas de la época. Portaban grandes sombreros adornados con plumas, mangas anchas y caras armaduras ricamente decoradas.